# Mariënburgvereniging
De Mariënburgvereniging is een Nederlandse vereniging van zich kritisch noemende rooms-katholieken. De vereniging werd opgericht in 1983 en dankt haar naam aan het voormalig klooster Mariënburg in 's-Hertogenbosch, waar de eerste bijeenkomsten van de oprichters plaatsvonden.

## Achtergrond
De vereniging is een antwoord op en een voortzetting van de oproep Getuigen van de geest die in ons leeft die in 1981 door een aantal als progressief bekendstaande katholieken, onder wie Walter Goddijn, die er de auctor intellectualis van was, werd gepubliceerd. In die oproep vroegen de samenstellers meer ruimte voor eigen initiatieven van lokale kerken, om verzet tegen de verdediging van kerkelijk beleid met een beroep op het geloof, meer aandacht voor oecumenisch elan, en een grotere werfkracht van de Katholieke Kerk. De vereniging moet niet verward worden met de Acht Mei Beweging, alhoewel er zowel in doelstellingen als in ledenbestand een grote overeenkomst was.

## Werkzaamheden
Anders dan de Acht Mei Beweging, die in 2003 werd opgeheven, heeft de Mariënburgvereniging haar werkzaamheden voortgezet. Deze werkzaamheden bestaan uit het organiseren van bijeenkomsten en debatten en het faciliteren van een website waarop discussie mogelijk is. Ooit begonnen met ongeveer 6000 leden, heeft de vereniging er nu nog ruim 1400 die overwegend tamelijk oud zijn, hetgeen de continuïteit van de vereniging bedreigt. Voorzitter van de vereniging is sinds 2012 Henk Baars, die ook de laatste voorzitter was van de Acht Mei Beweging.